# Reflector (Pablo Cruise)
Reflector is het zesde studioalbum van Pablo Cruise.
De band had persoonswisselingen ondergaan. Bruce Day was vertrokken en werd vervangen door John Pierce; Angelo Rossi werd aangetrokken als extra gitarist. Voorts had de band muziekproducent Bill Schnee ingewisseld voor Tom Dowd hetgeen een andere (stevigere) klank opleverde. Het album leverde ook het zangdebuut van Cory Lerios op,
Het was het laatste album van Pablo Cruise dat de Amerikaanse albumlijst van Billboard 200 haalde, plaats 34 was de hoogste notering in 18 weken. Dat was mede te danken aan de singles Cool love (plaats 13 in 17 weken notering) en Slip away (plaats 75 in vijf weken). De opvolger Out of our hands zou dat niet meer meemaken. In Nederland en België haalde Pablo Cruise nooit een commercieel succes.

## Musici
- David Jenkis – zang, gitaren
- Steve Price – drumstel, percussie
- John Pierce – basgitaar, zang
- Cory Lerios – toetsinstrumenten, zang This time en Inside/outside
- Angelo Rossi – gitaren, zang

## Muziek
| Nr. | Titel                                           | Duur |
| --- | ----------------------------------------------- | ---- |
| 1.  | This time (Lerios)                              | 3:38 |
| 2.  | Cool love (Jenkins, Lerios, Pierce)             | 3:53 |
| 3.  | Don’t let the magic disappear (Jenkins, Lerios) | 5:15 |
| 4.  | One more night (Jenkins, Lerios, Pierce)        | 3:58 |
| 5.  | Jenny (Jenkins, Lerios)                         | 3:48 |

| Nr. | Titel                                             | Duur |
| --- | ------------------------------------------------- | ---- |
| 1.  | Slip away (Jenkins, Chuck Lutz, Piecre)           | 3:46 |
| 2.  | That’s when (Jenkins, Lerios)                     | 3:53 |
| 3.  | Inside/outside (Lerios, Pierce)                   | 3:07 |
| 4.  | Paradise (Let me take you into) (Jenkins, Pierce) | 2:59 |
| 5.  | Drums in the night (Jenkins, Lerios)              | 5:53 |